# روجيريو زيمارمان
روجيريو زيمارمان (بالبرتغالية: Rogério Zimmermann‏) هو مدرب كرة قدم برازيلي، ولد في 10 يونيو 1965 في بورتو أليغري في البرازيل.